# ماهو سگاوا
ماهو سگاوا (انگلیسی: Maho Segawa؛ زادهٔ ۲۳ ژوئن ۱۹۹۶) بازیکن هاکی روی چمن زن اهل ژاپن است.